# LIBRIS
LIBRIS (Library Information System) este un catalog național al Suediei, susținut de Biblioteca Națională a Suediei la Stockholm. Este posibil să căutați în mod liber aproximativ 6,5 milioane de titluri la nivel național.
Pe lângă înregistrările bibliografice, una pentru fiecare carte sau publicație, LIBRIS conține, de asemenea, un control de autoritate de persoane. Pentru fiecare persoană există o înregistrare care conectează numele, nașterea și ocupația cu un identificator unic.
Standardele MARC pentru Catalogul suedez al Uniunii este SE-LIBR, normalizat: selibr.
Dezvoltarea LIBRIS poate fi urmărită până la mijlocul anilor 1960. În timp ce raționalizarea bibliotecilor a fost o chestiune de două decenii după al doilea război mondial, în 1965, un comitet guvernamental a publicat un raport privind utilizarea computerelor în bibliotecile de cercetare . Bugetul guvernului din 1965 a creat un consiliu de bibliotecă de cercetare (Forskningsbiblioteksrådet, FBR).  Un document preliminar de proiectare, Biblioteksadministrativt System Information (BAIS), a fost publicat în mai 1970, iar numele LIBRIS, scurt pentru Sistemul de Informații Library, a fost folosit pentru subcomitetul tehnic care a început la 1 iulie 1970. The newsletter LIBRIS-meddelanden (ISSN 0348-1891) has been published since 1972 Buletinul informativ LIBRIS-meddelanden (ISSN 0348-1891) a fost publicat din 1972 și este online din 1997.

## Legături externe
- National Library of Sweden: LIBRIS (select "In English" from the top menu, default language is Swedish)
- Open Data, Information about LIBRIS bibliographic records and authority file as open data, 3 April 2012.